# Kyel Reid
Kyel Romaine Reid (* 26. November 1987 in London) ist ein englischer Fußballspieler. Der Ex-Akademiespieler von West Ham United wird zumeist im linken Mittelfeld eingesetzt.

## Karriere
Reid entstammt der Jugendarbeit von West Ham United. Sein Debüt für die erste Mannschaft des Vereins in der Premier League absolvierte er am 1. Mai 2006 gegen West Bromwich Albion. Um Spielpraxis zu sammeln, wurde Reid im November 2006 bis zum Ablauf der Saison 2006/07 an den in der Football League Championship spielenden FC Barnsley ausgeliehen. Weitere Leihstationen waren Crystal Palace (März bis April 2008), der FC Blackpool (November 2008 bis Jahresende) und die Wolverhampton Wanderers (Januar bis Juni 2009). Da die Möglichkeiten bei den „Hammers“ weiterhin limitiert blieben, entschloss sich Reid, zur Saison 2009/10 beim Zweitligisten Sheffield United einen Zweijahresvertrag zu unterzeichnen. Dort kam er jedoch über den Status eines Einwechselspielers nicht hinaus, spielte ab Ende Januar 2010 auf Leihbasis für den Drittligisten Charlton Athletic und unterschrieb nach Ablauf der Spielzeit 2009/10 einen dauerhaften Vertrag bei den „Addicks“.
Reid wurde zudem von verschiedenen Jugend- und Juniorenauswahlmannschaft, zuletzt die U-19-Auswahl, des englischen Verbandes eingesetzt. So nahm er 2004 an der U-17-Europameisterschaft in Frankreich teil, wo er das einzige Tor der Engländer bei der Halbfinalniederlage gegen Frankreich erzielen konnte.